# Saxifraga albertii
Saxifraga albertii är en stenbräckeväxtart som beskrevs av Eduard August von Regel och Schmalh.. Saxifraga albertii ingår i Bräckesläktet som ingår i familjen stenbräckeväxter. Inga underarter finns listade i Catalogue of Life.